# Hemipenthes ethiops
Hemipenthes ethiops är en tvåvingeart som beskrevs av Greathead 1967. Hemipenthes ethiops ingår i släktet Hemipenthes och familjen svävflugor.
Artens utbredningsområde är Etiopien. Inga underarter finns listade i Catalogue of Life.